# Message-oriented middleware
Підпрограмне забезпечення, орієнтоване на обробку повідомлень (англ. Message-Oriented Middleware, MOM), або сервіси обробки повідомлень, — підпрограмне забезпечення проміжного шару, орієнтоване на обмін повідомленнями в розподіленому оточенні. Перш за все призначене для реалізації відкладеного обміну повідомленнями, в той час як Peer-to-peer мережа і віддалені виклики процедур підтримують синхронний режим.
В основному цей вид програмного забезпечення складають асинхронні системи зі взаємодією сервера і клієнта за рахунок обміну повідомленнями або, інакше кажучи, обміну блоками  команд керування і переданих даних з використанням байт-орієнтованих протоколів, таких як HTTP, POP/SMTP та інші.